# برلر
شهر برلر (به فرانسوی: Berlare) در شهرستان داندرموند در استان فلاندری شرقی در منطقه فلاندری در کشور بلژیک واقع شده‌است.

## نگارخانه

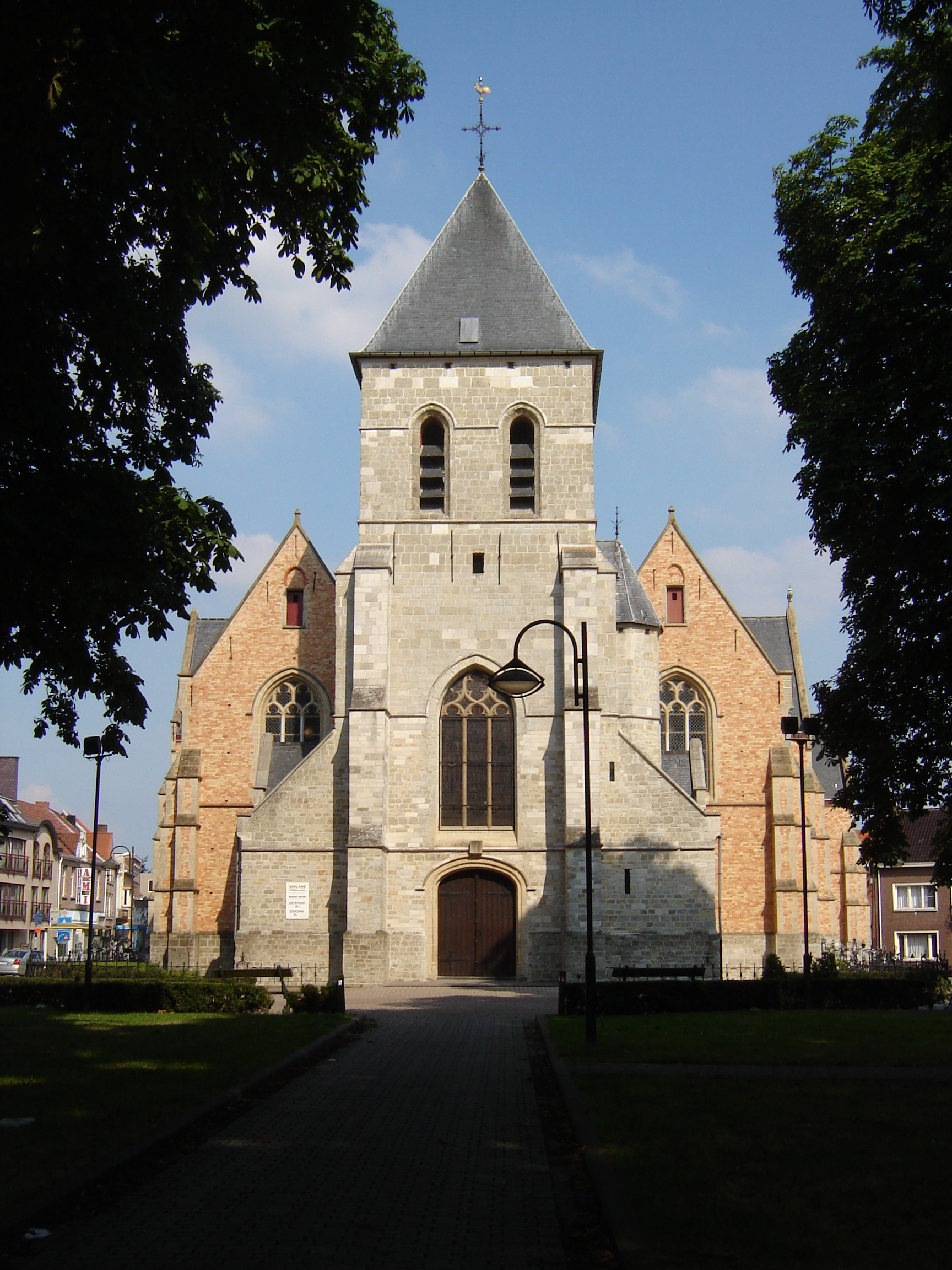
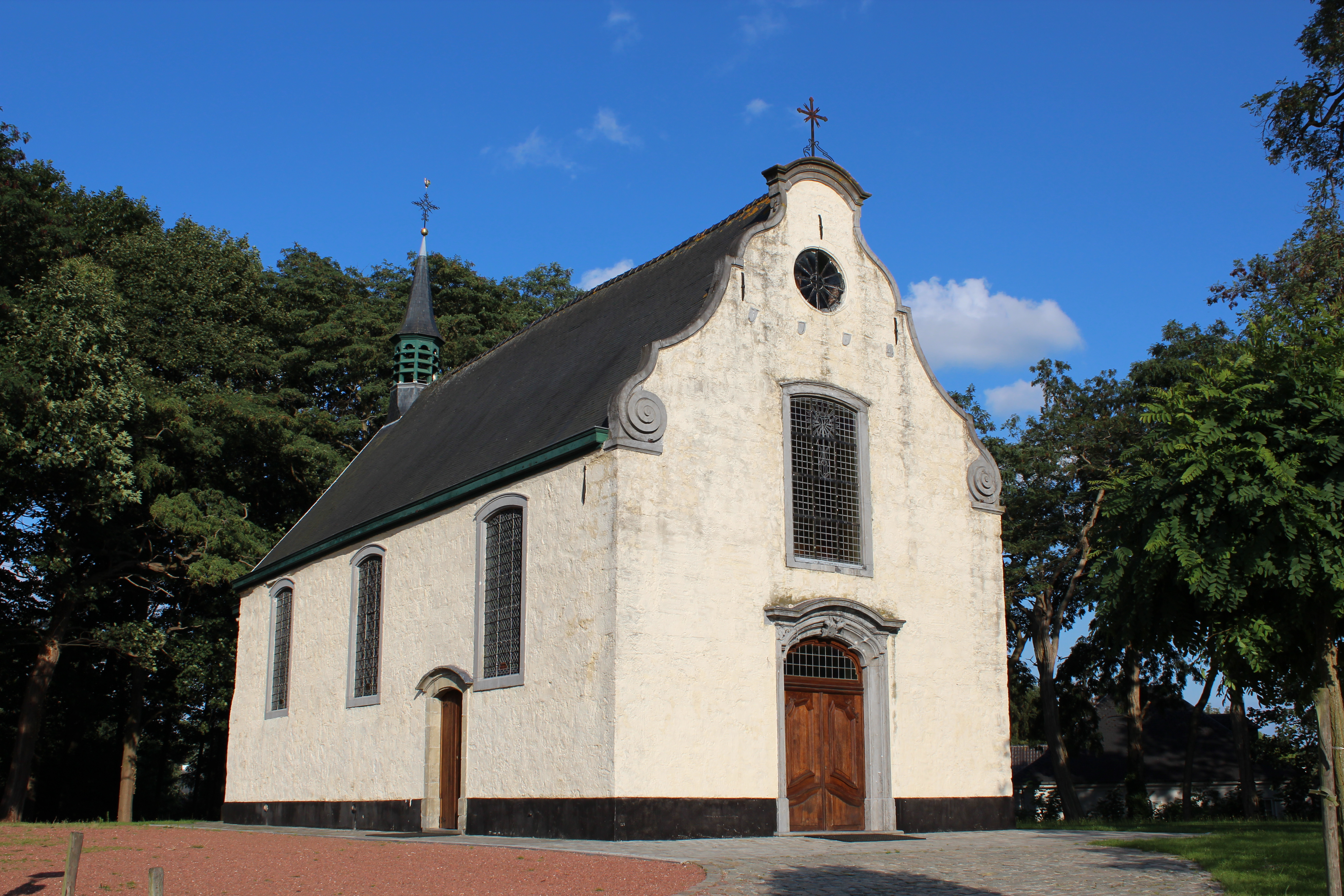
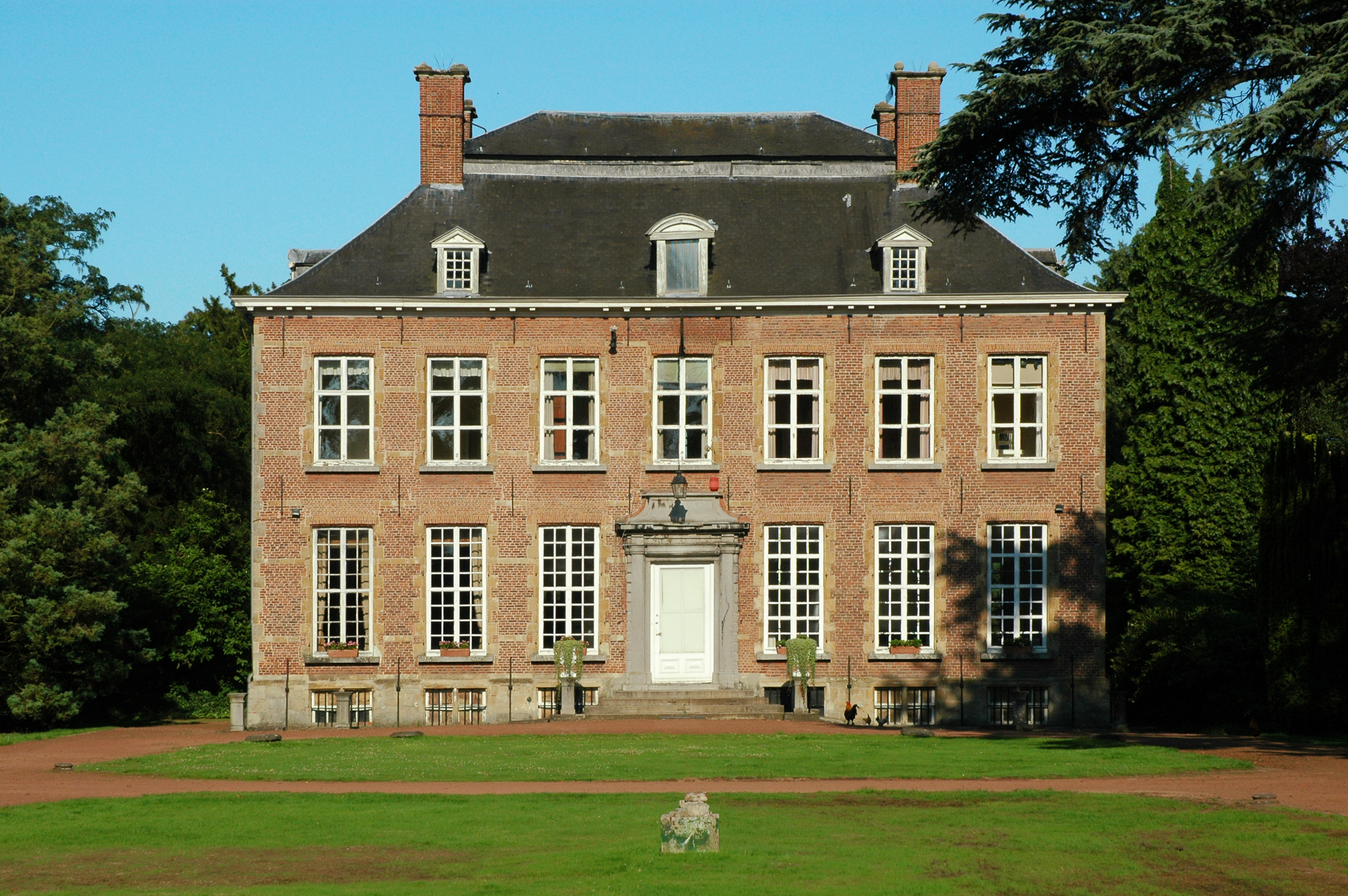
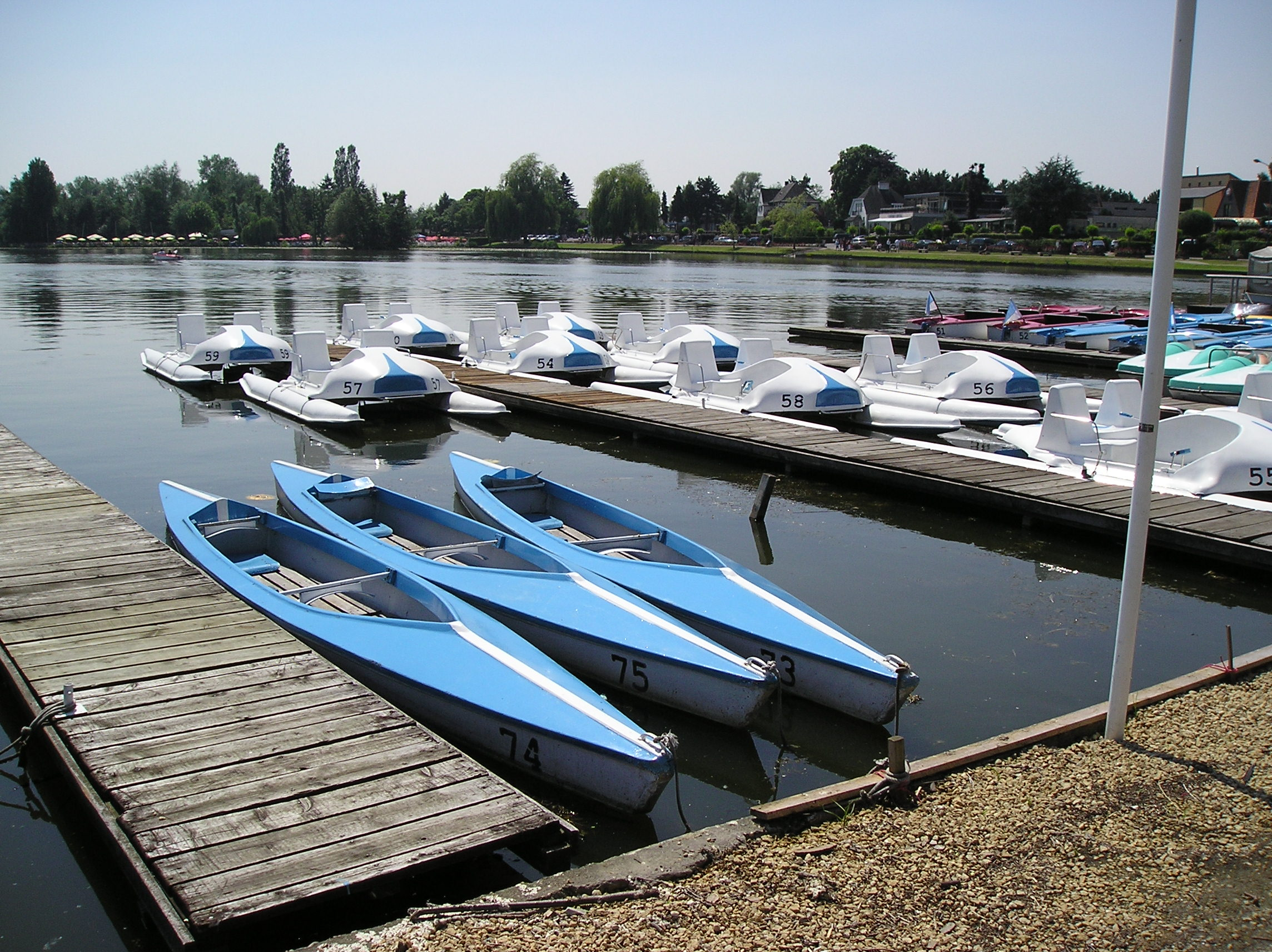